# 盛岡市立土淵中学校
盛岡市立土淵中学校（もりおかしりつつちぶちちゅうがっこう）は、岩手県盛岡市土淵にある公立中学校である。また、2016年（平成28年）より、隣接する盛岡市立土淵小学校と「盛岡西峰学園」として小中一貫教育を行っている。地元では「土中(つちちゅう)」と呼ばれている。

## 沿革
- 1947年（昭和22年）4月 - 盛岡市土淵中学校として創立（当時は盛岡市土淵小学校と併設され、土淵小学校長兼任）
- 1974年（昭和49年）4月 - 盛岡市立土淵中学校として独立
- 1977年（昭和52年）9月 - 校歌制定
- 1982年（昭和57年）9月 - 新校舎落成式典を開催
- 1982年（昭和57年）10月-校訓版「自主・連帯・創造」を3階ベランダに設置
- 1989年（昭和64年）6月-市中総体バレーボール女子優勝
- 1989年（昭和64年）7月-県中総体バレーボール女子3位
- 1990年（平成2年）8月-県PTA広報優秀賞
- 1993年（平成5年）6月-「土中宣言」採択
- 1994年（平成6年）9月-ボランティア活動として老人ホーム「けやき荘」訪問交流開始
- 1997年（平成9年）11月 - 創立50周年記念式典を開催
- 1999年（平成11年）5月-県少年野球大会盛岡地区予選優勝
- 1999年（平成11年）11月-県小中学校新聞コンクール学校賞「優秀賞」
- 2001年（平成13年）3月-全国小中学校新聞コンクール学校賞「奨励賞」
- 2001年（平成13年）3月 - ユネスコ協会より「ユネスコ・世界寺子屋運動への協力」の感謝状を授与、新「土中宣言」採択
- 2003年（平成15年）1月-第1回「土淵の子供を考える会」(地区リーダー・PTA顧問懇談会)開催
- 2003年（平成15年）8月-県PTA連合会団体表彰　中学校PTA
- 2003年（平成15年）11月-盛岡市社会科学研究発表大会
- 2003年（平成15年）12月 - 盛岡市社会福祉協議会推進事業指定校に指定（2年間）
- 2004年（平成16年）4月 - 交通安全推進モデル校に指定
- 2005年（平成17年）2月-盛岡市第1回児童生徒表彰　学校活動表彰
- 2006年（平成18年）4月-交通安全マナーアップ表彰
- 2007年（平成19年）4月 - テニスコートを整備
- 2014年（平成26年）現体育館完成
- 2015年（平成27年）第70期生徒会スローガン『　Colorful　~今、創るとき~　』
- 2016年（平成28年）旧体育館跡地に中央棟校舎が完成
- 2016年（平成28年）4月-施設一体型小中一貫教育校として「盛岡西峰学園」開園
- 2016年（平成28年）7月-開園記念式典を開催
- 2016年（平成28年）8月-「盛岡西峰学園」を3階ベランダに設置
- 2019年（令和元年）1月-県中総体スキー男子GS 4位
- 2020年（令和2年）1月-「みらいとしょかん」交流開始
- 2020年（令和2年）1月-県中総体スキー男子GS 3位　SL 2位

## 学区
- 土淵
- 平賀新田
- 上厨川
- 長橋町
- 前潟1丁目〜4丁目
- 谷地上

競技種目
・応援合戦(演舞)
・hop-step-jump
・綱引き
・二人三脚
・全員リレー
・組団演技
スローガン　　　　　　　　　　　　　　　　
2021年 (令和三年)度　　　　　　　　　　　　紅組　星火燎原　白組　雲蒸龍変　　　　　　　　
2022年 (令和四年)度　　　　　　　　　　　　紅組　光輝燦然　白組　雲中白鶴　　　　　　　
2023年 (令和五年)度　　　　　　　　　　　　紅組　深紅狂炎　白組　雪華香乱　　　　　　　2024年 (令和六年)度　　　　　　　　　　　　紅組　晴叶猛炎　白組　飛龍乗雲　　2025年(令和七年)度　　　紅組　光嘩燦燃　　白組　天下一品
文化祭　　　　　　　　　　　　　　　　　　
例年、10月上旬に開祭され、主に合唱が中心である。学級合唱、学年合唱、全校合唱が行われ、全校合唱では文化祭の終盤に差し掛かると、ソプラノ、アルト、テノール、バスの4つのパートに分かれて大地讃頌が歌われている。また、合唱文化が生まれた背景として、以前は全学年4学級という小規模校であったことが挙げられる。文化祭終了後には、生徒会活動の継承のため「光輝集会」行われる。

## 部活動
- 野球部
- 男子卓球部
- 女子卓球部
- ソフトテニス部
- 陸上競技部
- 音楽部
- 男子バスケットボール部
- 女子バスケットボール部

## 委員会
- 生活委員会
- 学習委員会
- 保健委員会
- 図書委員会
- 放送委員会
- エコボランティア委員会
- 応援委員会

## 歴代校長
- 以下、平成8年時点

小中併設時代
- 第13代　佐藤 匡(昭和22年4月~昭和24年6月)
- 第14代　高橋 平吉(昭和24年6月~昭和25年5月)
- 第15代　高橋 那彌(昭和25年6月~昭和28年3月)
- 第16代　高橋 伊兵衛(昭和28年4月~昭和32年3月)
- 第17代　瀬川 幸一(昭和32年4月~昭和35年6月)
- 第18代　小森 宗昌(昭和35年6月~昭和40年3月)
- 第19代　苫米 地利三(昭和40年4月~昭和42年12月)
- 第20代　荒浜 栄悦(昭和43年3月~昭和44年3月)
- 第21代　鈴木 信一(昭和44年4月~昭和48年3月)
- 第22代　小田 秀雄(昭和48年4月~昭和49年3月)

独立後
- 初代　北村 政明(昭和49年4月~昭和53年3月)
- 第2代　小笠原 實(昭和53年4月~昭和53年8月)
- 第3代　武蔵 巍(昭和53年10月~昭和58年3月)
- 第4代　武田 安道(昭和58年4月~昭和61年3月)
- 第5代　沼宮内 辰平(昭和61年4月~平成元年3月)
- 第6代　佐々木 満(元年4月~平成4年3月)
- 第7代　及川 怜(平成4年4月~平成6年3月)
- 第8代　中島 貞夫(平成6年4月~平成8年3月)
- 第9代　島田 洋二(平成8年3月~)

## 土中宣言
以下のことが平成5年10月24日の文化祭で採択された。
深刻化しつつある環境問題に、全校生徒で取り組むため、
- 一、リサイクル活動には全員で参加します。
- 二、言うより先に実行します。
- 三、日常生活の改善に努めます。
- 四、地球環境に関心をもち続けます。

## 生徒数
- 昭和22年度　132人
- 昭和23年度　134人
- 昭和24年度　157人
- 昭和25年度　144人
- 昭和26年度　143人
- 昭和27年度　149人
- 昭和28年度　153人
- 昭和29年度　150人
- 昭和30年度　142人
- 昭和31年度　142人
- 昭和32年度　145人
- 昭和33年度　132人
- 昭和34年度　138人
- 昭和35年度　137人
- 昭和36年度　171人
- 昭和37年度　181人
- 昭和38年度　185人
- 昭和39年度　160人
- 昭和40年度　153人
- 昭和41年度　148人
- 昭和42年度　142人
- 昭和43年度　141人
- 昭和44年度　126人
- 昭和45年度　127人
- 昭和46年度　105人
- 昭和47年度　96人
- 昭和48年度　99人
- 昭和49年度　94人
- 昭和50年度　89人
- 昭和51年度　75人
- 昭和52年度　97人
- 昭和53年度　100人
- 昭和54年度　113人
- 昭和55年度　94人
- 昭和56年度　109人
- 昭和57年度　105人
- 昭和58年度　112人
- 昭和59年度　114人
- 昭和60年度　117人
- 昭和61年度　122人
- 昭和62年度　116人
- 昭和63年度　144人
- 平成元年度　94人
- 平成2年度　91人
- 平成3年度　89人
- 平成4年度　93人
- 平成5年度　83人
- 平成6年度　80人
- 平成7年度　79人
- 平成8年度　82人
- 平成24年度　117人
- 平成25年度　122人
- 平成26年度　140人
- 平成27年度　157人
- 平成28年度　166人
- 平成29年度　179人
- 平成30年度　162人
- 平成31年度　182人
- 令和元年度　174人
- 令和2年度　188人
- 令和3年度　183人
- 令和4年度　185人
- 令和5年度　190人
- 令和6年度　186人